# Chiese di Catanzaro
A Catanzaro ci sono circa sessanta chiese di cui 34 parrocchiali. Sono presenti, inoltre, numerose cappelle, conventi e oratori, alcuni attivi, altri invece utilizzati dallo Stato o da altre istituzioni. Tutte le chiese cittadine fanno capo all'Arcidiocesi di Catanzaro-Squillace, eretta nel 1986 in seguito all'unione della Diocesi di Catanzaro (1121) e di quella di Squillace (456), una delle più antiche dell'Italia meridionale.

## Chiese
Di seguito sono elencate le chiese di Catanzaro, suddivise per quartiere.

### Centro storico
Sono incluse le chiese ubicate nel nucleo storico della città:

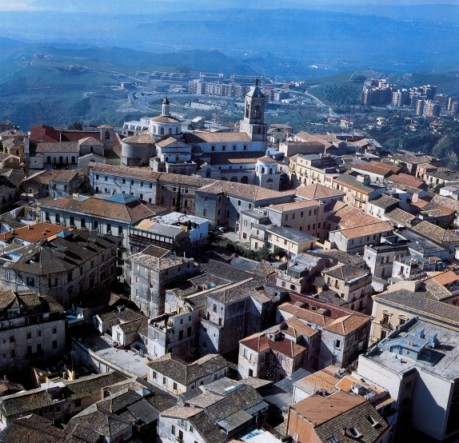
Veduta aerea del centro storico con la Cattedrale nella parte più alta.

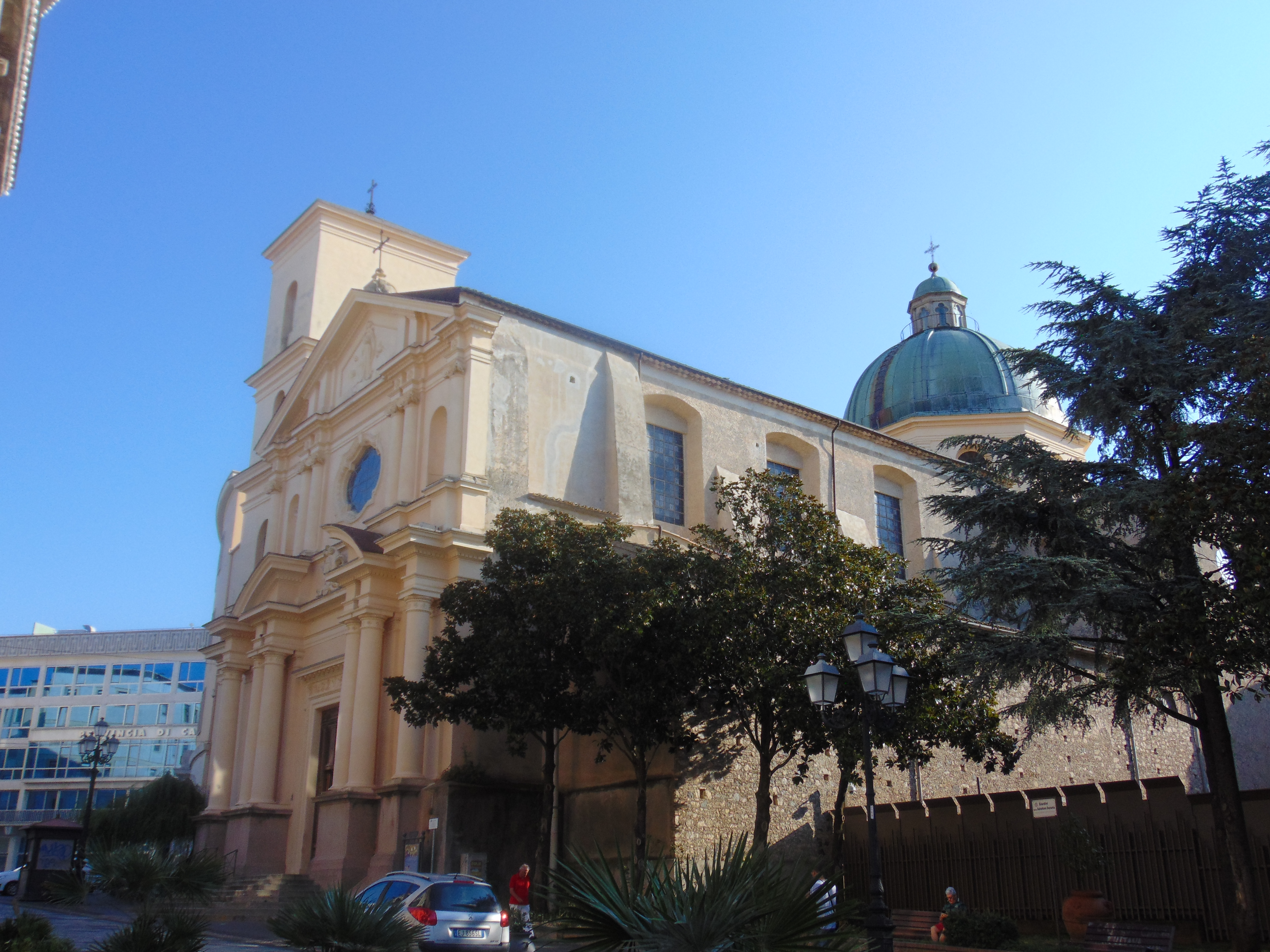
La Basilica dell'Immacolata.

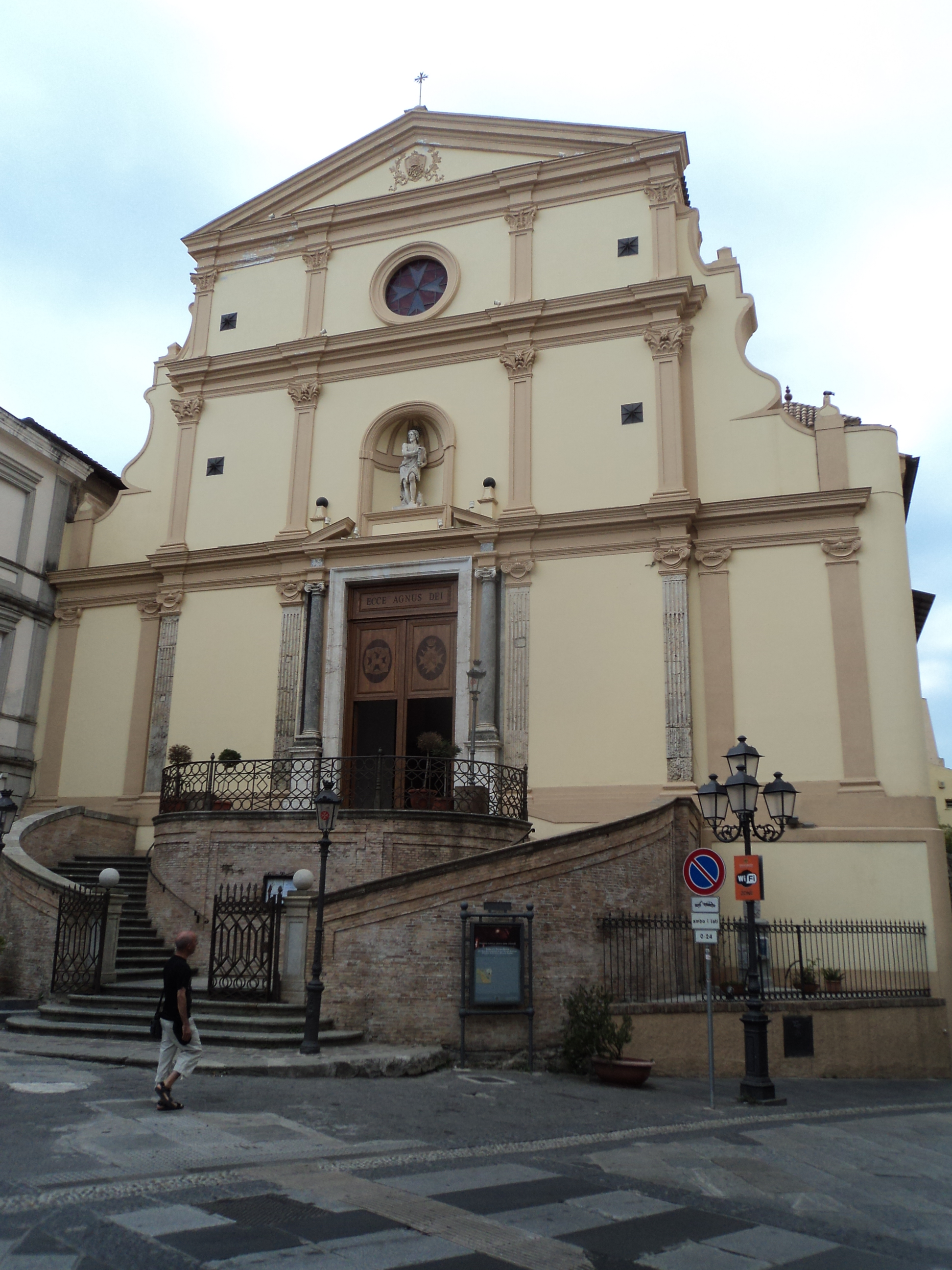
La chiesa di San Giovanni Battista.

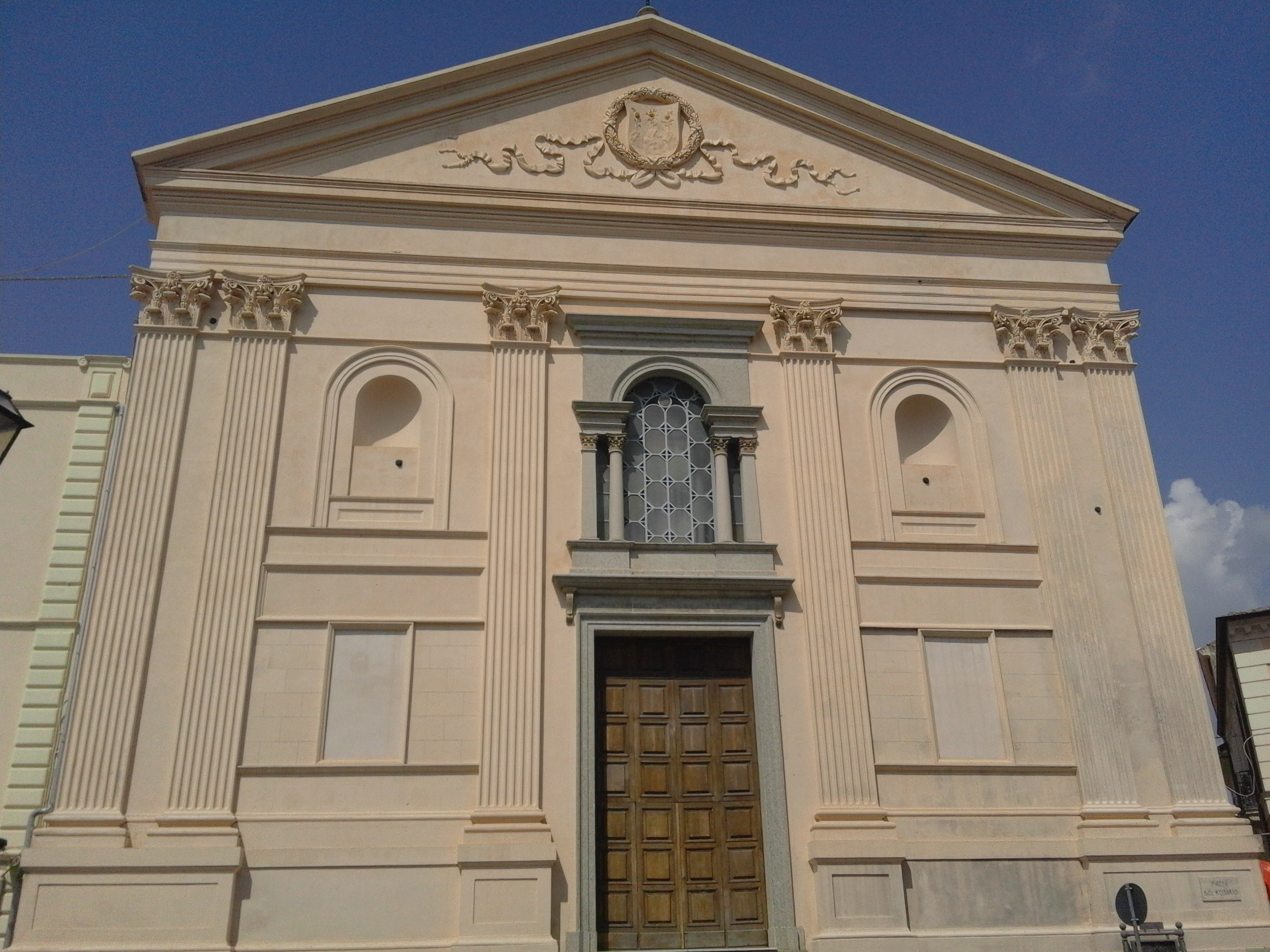
La chiesa del Santissimo Rosario.

- Cattedrale di Santa Maria Assunta: il duomo della città fu edificato nel 1121. Nonostante i gravi danneggiamenti patiti in seguito ai vari terremoti che hanno colpito il centro cittadino e soprattutto in seguito ai bombardamenti del 1943, l'edificio, la cui ricostruzione fu portata a termine nel 1960, ricalca ancora l'antica struttura normanna a croce latina. Custodisce al suo interno le reliquie del santo protettore di Catanzaro, Vitaliano da Capua.[2]
- Basilica dell'Immacolata: secondo edificio di culto della città per importanza, fu edificata nel 1254. La sua attuale struttura è il risultato delle massicce opere di restyling effettuate a cavallo fra il XIX e il XX secolo in occasione delle quali furono edificate, fra le altre, la cupola che caratterizza la struttura, e altre due navate. Al suo interno è ubicata la statua cinquecentesca della patrona cittadina, la Vergine Maria.[3]
- Chiesa di Santa Maria del Carmine: la chiesa fa parte del complesso conventuale dei Carmelitani calzati, edificato nel 1602. La sua odierna struttura ricalca i tipici canoni architettonici settecenteschi, in seguito ai rifacimenti operati nel XVIII secolo. La sua storia è direttamente collegata a quella dell'antica parrocchia medievale di Santa Maria del Cataro.[4]
- Chiesa della Maddalena: l'edificio e l'accluso monastero furono completati nel 1560. La chiesa è caratterizzata da una cupola e da un'unica navata ed ha un tipico impianto tardo cinquecentesco. Negli anni trenta del novecento importanti lavori di ristrutturazione interessarono la facciata e gli interni, impreziositi da numerosi affreschi.[5]
- Chiesa di San Giovanni: i lavori per la sua costruzione terminarono nel 1502. È ubicata sul colle del Castello (o del San Giovanni), il più alto dei tre sul quale sorge il centro storico cittadino ed è parte integrante del complesso monumentale del San Giovanni, importante polo museale e culturale edificato sui resti dell'antico castello normanno della città. Edificio di elevato pregio architettonico, ospita al suo interno numerose opere d'arte ed è caratterizzato da una pianta a croce latina e da un'imponente facciata tardo cinquecentesca risultato delle opere di rifacimento del 1532.[6]
- Chiesa di San Francesco di Paola: la chiesa fu parte integrante del convento dei Padri Minimi, edificato fra il 1577 e il 1581, e ne rimane oggi l'unica testimonianza attiva. Fu pesantemente danneggiata dei terremoti del 1638 e del 1783, in seguito al quale fu ristrutturata fino ad assumere l'odierna impostazione tardo settecentesca.[7]
- Chiesa del Santissimo Rosario: fu fondata nel 1401 ed è uno dei principali luoghi di culto della città, sia per dimensioni che per importanza storica. La sua storia è collegata a quella dell'attiguo convento di San Domenico. Fu ricostruita nel 1742 e in un secondo momento nel 1891, dopo un lungo periodo di chiusura causato dai danni subiti in occasione dei numerosi terremoti che colpirono la città a cavallo fra il XVIII e il XIX secolo, in particolar modo quello del 1832. In tale occasione la facciata fu dunque ricostruita, assumendo i caratteri stilistici tipicamente neoclassici che la contraddistinguono. A cavallo fra i secoli XIX e XX subì ulteriori importanti rifacimenti. Le numerose opere custodite al suo interno e i pregevoli particolari architettonici risalgono principalmente al tardo settecento.[8]
- Chiesa di Santa Maria della Stella: l'edificio e il monastero furono edificati fra il 1585 e il 1588. Struttura a navata unica, al suo interno sono visibili emergenze architettoniche risalenti a vari periodi storici, dall'altare barocco ai rinascimentali fastigi che adornano le sei cappelle laterali.[9]
- Santuario di Santa Maria del Mezzogiorno: edificato a cavallo fra il IX e il XI secolo. L'odierna struttura esterna, eclettica, è il risultato del rifacimento operato in seguito al secondo conflitto mondiale. L'edificio fu comunque soggetto a importanti restauri in seguito al sisma del 1783 che ne compromise la struttura.[10]
- Chiesa del Monte dei Morti e della Misericordia: è uno degli edifici sacri di maggior pregio architettonico fra quelli presenti in città. Edificata nel 1728, ricalca uno stile barocco ed è caratterizzata da una facciata in pietra e dagli interni sfarzosamente decorati. Ospita, inoltre, numerosi tessuti e damaschi risalenti al florido periodo serico vissuto dalla città a partire dal XVI secolo.[11]
- Chiesa di San Nicola di Morano: è fra le chiese cittadine che ha mantenuto maggiormente le peculiarità architettoniche dell'antico impianto medievale. L'edificio risale al XIII secolo.[12]
- Chiesa di Santa Maria de Figulis: fu edificata nel XIII secolo e sorge nel rione Montecorvino. È un edificio a pianta ad aula unica e fu ristrutturato nel 1858. Per la sua erezione ci si servì del lavoro dei numerosi vasai i cui laboratori e le cui botteghe caratterizzavano il tessuto economico e sociale del rione.[13]
- Chiesa di Sant'Anna: la chiesa, il cui prospetto esterno appare stilisticamente eclettico ottocentesco, fu edificata nel XVIII secolo come cappella privata gentilizia. L'odierno titolo parrocchiale vi fu, infatti, trasferito solamente nel 1832.[14]
- Chiesa di Sant'Angelo de Siclis: fu edificata nel XIII secolo. Fu danneggiata dal terremoto del 1783 e riaperta nel XIX secolo. Tipica chiesa cittadina a pianta ad aula unica, era l'antico luogo di culto dei mercanti che popolavano la zona e che contribuirono in maniera decisiva alla sua erezione.[14]
- Chiesa di San Rocco: fu edificata nel XIII secolo e fu ricostruita nel XVI secolo in occasione della costruzione del convento delle monache domenicane di santa Caterina da Siena. Nel tardo settecento fu ristrutturata fino ad assumere le peculiarità architettoniche e stilistiche odierne, riconducibili ad elementi tardobarocchi e rococò.[13]
- Chiesa di Sant'Omobono: caratteristica chiesetta risalente presumibilmente al XII secolo; tuttavia, le sue origini remote portano a considerarla come una delle più antiche della città. Nacque probabilmente in qualità di cappella normanna privata ed in origine potrebbe aver avuto più piani. L'aspetto architettonico e stilistico odierno è frutto dei rifacimenti operati in seguito ai terremoti del 1744 e del 1783. Il risultato di tali opere è ancora ben visibile in virtù del fatto che il lato sinistro risulta più corto di quello destro, creando l'asimmetria del tetto.[15]

### Ex I circoscrizione
Sono incluse le chiese ubicate nei quartieri C.E.P., Cavita, Gagliano, Piterà, Pontegrande, Pontepiccolo e Sant'Elia:
- Chiesa della Madonna di Pompei (C.E.P., Mater Domini): i lavori per la costruzione dell'edificio iniziarono nel 1970 e furono portati a termine solamente pochi mesi dopo, nel maggio del 1971. Fu consacrata ne 1972. A partire dal 1971, la chiesa fu affidata ai frati minori cappuccini, prima di ritornare a disposizione della curia arcivescovile della città nel 2005. La struttura architettonica è caratterizzata da una grande vetrata che trova spazio nel prospetto principale, inaugurata nel 1977, che ritrae i misteri dolorosi del rosario.
- Chiesa di Mater Domini (C.E.P., Mater Domini): i lavori per la costruzione della nuova chiesa di Mater Domini iniziarono nel mese di settembre del 1990. L'erezione dell'opera, ubicata nel parco Genziana, fu necessaria a seguito della sopraggiunta inadeguatezza della vecchia chiesetta del quartiere, incapace oramai di ospitare in sicurezza il numero di fedeli che seguivano le funzioni religiose. Nel mese di dicembre del 1995 fu inaugurata. Struttura ampia e moderna, si sviluppa principalmente in larghezza più che in altezza. Presenta un tetto a capanna che nel punto centrale raggiunge un massimo di 12 metri di altezza.[16]
- Chiesa di Mater Domini (vecchia) (C.E.P., Mater Domini): sebbene di origini ignote, la vecchia chiesetta del popoloso quartiere potrebbe esser stata eretta col titolo di "Santa Maria de Mater Domini" nel XV secolo. Custodisce al suo interno la cinquecentesca pala lignea raffigurante la Madonna col Bambino, rinvenuta nel 1979. All'interno della chiesa di Mater Domini è presente una vetrata artistica di 140 m[17], realizzata dall'artista catanzarese Francesco Caroleo[18], durante l'arco temporale 2001-2021[19].
- Chiesa del Santissimo Salvatore (C.E.P., rione De Filippis): fu edificata negli anni settanta in una zona di nuova espansione della città. La parrocchia fu istituita nel 1971 ed eretta nel 1980.[20]
- Chiesa di Sant'Antonio (C.E.P., Sant'Antonio): di origini incerte, fu rasa al suolo presumibilmente dal terremoto del 1783 oppure in occasione dell'assedio della città da parte dei francesi del 1528. Fu ricostruita nel 1890. Tale data è riportata sopra la porta di ingresso, sul prospetto principale della chiesetta.[21]
- Chiesa di Santa Maria Assunta (Gagliano): è la principale chiesa del borgo medievale di Gagliano, il più antico quartiere della città. Edificata nel 1528, subì una consistente opera di rifacimento nel 1790, in seguito ai danneggiamenti subiti in occasione del terremoto del 1783, e nell'occasione fu anche ampliata. La struttura odierna ha una pianta a croce latina, caratterizzata da tre navate, da dettaglia stilistici rococò e dalla presenza di numerosi affreschi al suo interno.[22]
- Chiesa del Santissimo Rosario (Gagliano): fu edificata nel XIII secolo ed è molto più antica dell'omonima confraternita, fondata nel 1712. Sorge nell'antico rione "Gonio" del quartiere Gagliano ed è caratterizzata da una pianta a croce latina. Probabilmente sorse su un ipogeo basiliano, dunque in origine ebbe una pianta a croce greca e aveva dimensioni minori. Assunse uno stile barocco in seguito a rifacimenti operati in epoche successive. La cupola invece, è di costruzione più recente. Caratteristici dell'edificio sono i due portali d'accesso; quello d'ingresso si trova sulla facciata principale ed è il più grande. Sulla facciata sud, invece, se ne trova uno più piccolo e antico.[23][24]
- Chiesa di Santa Lucia (Gagliano): ubicata in località Lenza, è una piccola e antica chiesetta che fu fatta costruire privatamente da un cittadino della zona.[25]
- Chiesa di Nostra Signora di Lourdes (Piterà): la parrocchia fu istituita nel 1988.[26]
- Chiesa della Madonna Immacolata (Pontegrande): sebbene abbia origini molto antiche, l'esatta collocazione temporale della nascita della chiesa è incerta. In origine era una cappella rurale in cui vennero svolte le funzioni religiose nel quartiere a partire dal post terremoto 1783. La festa parrocchiale è una delle più antiche e importanti della città.[27]
- Chiesa di Santa Croce (Pontepiccolo): la parrocchia fu eretta nel 1964 mentre i lavori per la costruzione della chiesa iniziarono nel mese di settembre del 1965. Dal 1981, ospita i frati Minimi mentre in origine e fino al 1969 fu di pertinenza dei missionari del Sacro Cuore.[28]
- Chiesa di Santa Maria Assunta (Sant'Elia): edificata nel 1929 con il titolo di San Crispino, fu ampliata nel 1950. La parrocchia fu eretta nel 1965.[29]

### Ex II circoscrizione
Sono incluse le chiese ubicate nei quartieri Catanzaro Nord e Catanzaro Sud (escluso il centro storico):

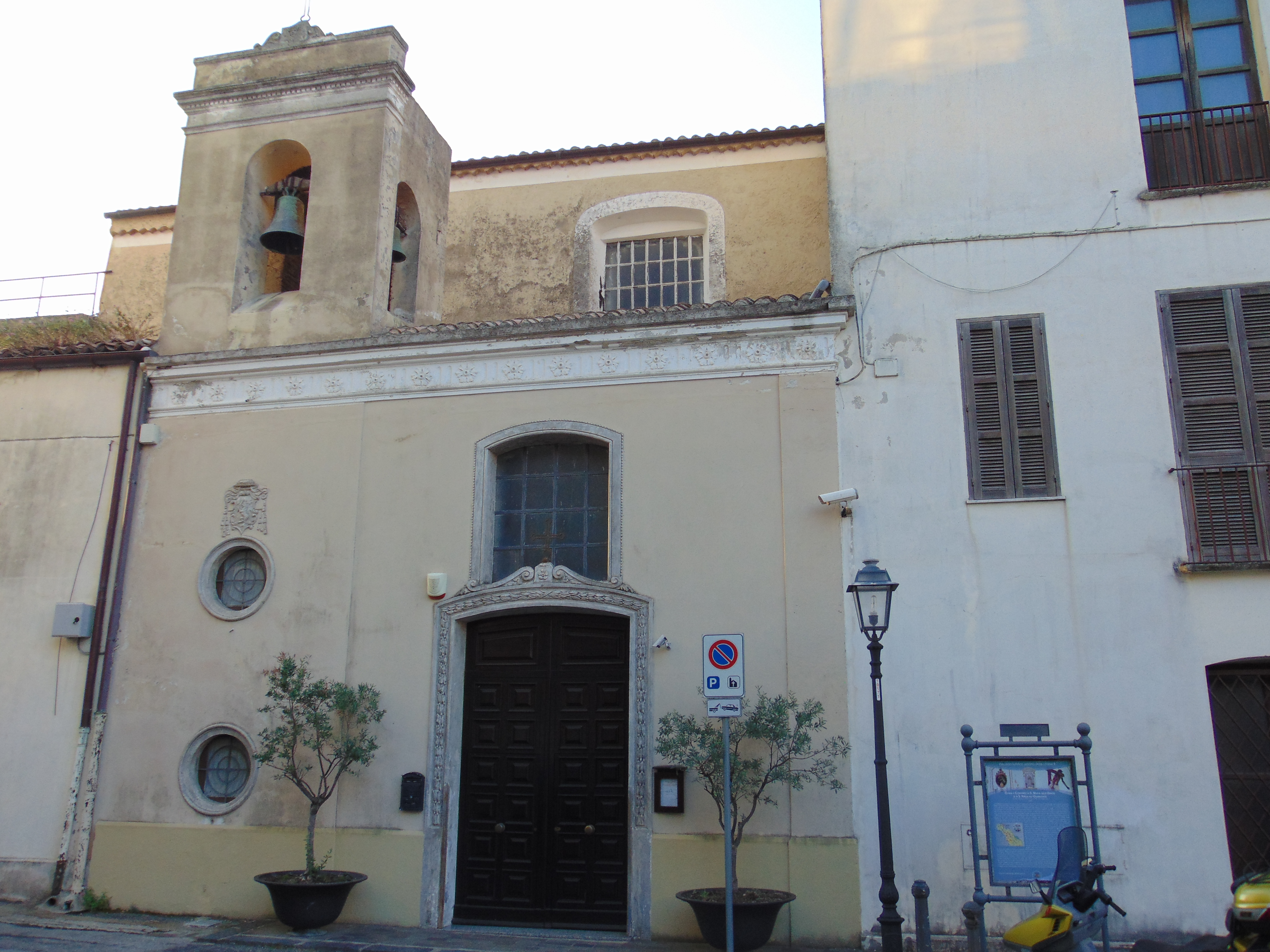
La chiesa dell'Osservanza.

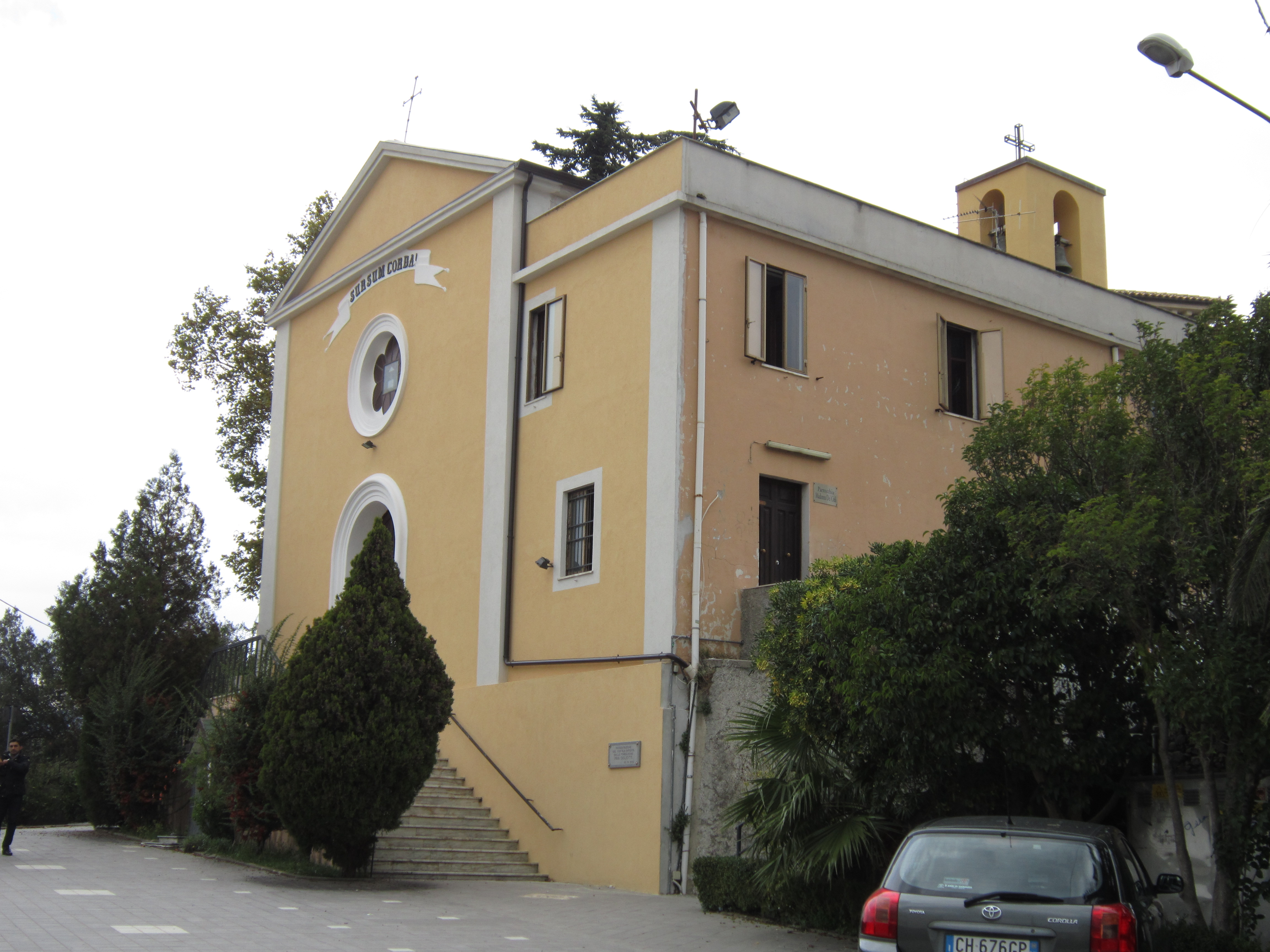
La chiesa di Madonna dei Cieli.

- Chiesa di San Pio X (Cz Nord): fu edificata a partire dal 1957, conseguentemente allo sviluppo della zona nord della città nel secondo dopoguerra e alla contestuale nascita dell'omonima parrocchia. È una costruzione alta e molto ampia, caratterizzata da una pianta ottogonale e dalla presenza di quattro cappelle interne.[30]
- Chiesa e convento di Sant'Antonio da Padova (Cz Nord): i lavori per la costruzione del complesso vennero ultimati nel 1938, nel nuovo quartiere residenziale di San Leonardo, edificato a partire dagli anni venti.[31] Nel 1961 venne eretta l'omonima parrocchia. Il conventino ospita i frati minori, la cui attività principale consiste nell'assistenza ai poveri tramite la gestione di un laboratorio indumenti, attivo dal 1975, e della mensa che distribuisce pasti caldi, attiva dal 1985.[32] Il complesso parrocchiale è stato, fin dall'edificazione del quartiere, il principale centro aggregativo, e per molto tempo l'unico, per le famiglie della classe impiegatizia della città che vi abitavano, rivestendo un'elevata importanza sociale.[33]
- Chiesa di Madonna dei Cieli (Cz Nord): sorge dirimpetto all'ospedale Pugliese e al seminario San Pio X. Fu edificata presumibilmente nel XVI secolo con il titolo di Santa Maria su una leggera altura rispetto all'odierna via Madonna dei Cieli. A partire dal tardo ottocento fu utilizzata come cappella gentilizia e nel periodo fra il 1912 e il 1973 fu amministrata dai frati Minori.[34] Nel 1976 fu eretta la parrocchia.[35]
- Chiesa dell'Osservanza (Cz Nord): fu edificata nel 1447 insieme all'omonimo convento che fu soppresso nel 1861. È caratterizzata da emergenze architettoniche e artistiche tardo barocche.[36] La principale opera custodita al suo interno è la "Madonna della ginestra", statua marmorea opera di Antonello Gagini.[37]
- Chiesa di San Francesco di Paola (Cz Sud, Samà): fu edificata nel 1939 su iniziativa privata. La parrocchia fu istituita, invece, nel 1954.[38]
- Chiesa di San Giuseppe (Cz Sud): sorge nel rione Piano Casa. I lavori per la costruzione iniziarono nel settembre del 1960 e terminarono solamente nel 1968, soprattutto a causa della situazione orografica del quartiere, edificato negli anni cinquanta sul lato sud del Triavonà, il colle sul quale è ubicato il centro storico cittadino. Nonostante l'inaugurazione, a cavallo fra gli anni settanta e ottanta l'edificio si arricchì di nuove opere che dettero allo stesso un maggior pregio.[39] Rilevante è la grande statua lignea di San Giuseppe, collocata all'interno nel 1970, considerato il protettore del rione.[40]

### Ex III circoscrizione
Sono incluse le chiese ubicate nei quartieri Campagnella, Cava, Santo Janni, Sala, Germaneto, Santa Maria, e Siano:

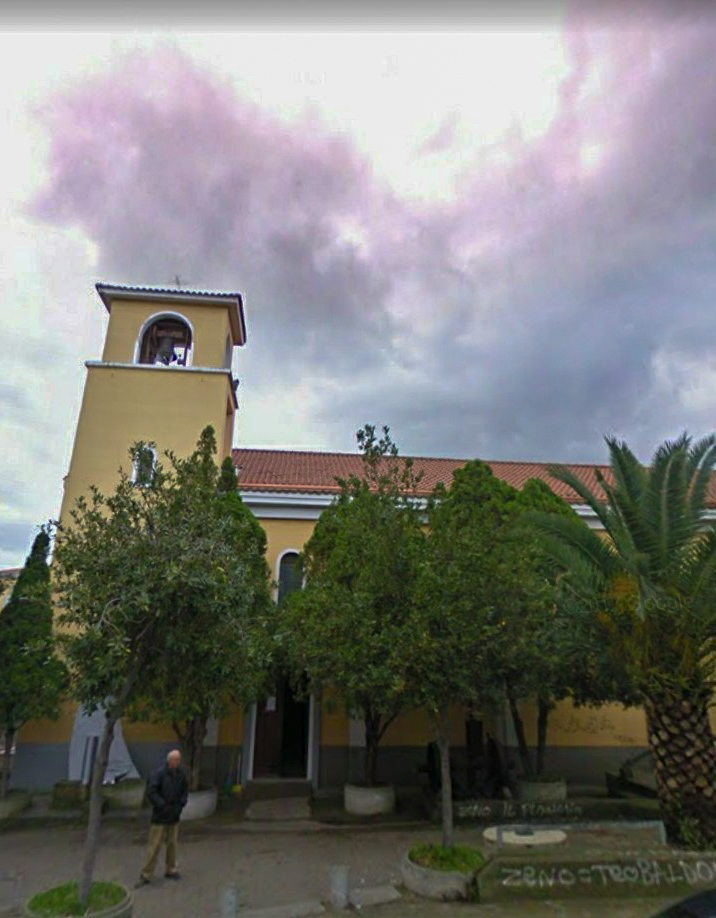
La chiesa di Santa Maria di Zarapoti.

- Chiesa di Santa Maria Madre della Chiesa (Santo Janni): la parrocchia fu istituita nel 1989. Nel mese di aprile del 1992 iniziarono i lavori di costruzione della chiesa, edificata su un terreno acquistato da alcuni abitanti del quartiere, inaugurata nel mese di dicembre del 1997. La chiesa ha una linea moderna ed è caratterizzata principalmente dalla presenza di tre campane.[41]
- Chiesa del Santissimo Rosario (Sala): fu eretta con bolla arcivescovile nel mese di novembre del 1982.[42]
- Chiesa di San Francesco D'Assisi (Germaneto): la parrocchia è stata istituita nel 1986.[43]
- Chiesa di Santa Maria della Pace (Santa Maria): è una delle chiese più giovani della città. Fu inaugurata nel mese di ottobre del 2010,[44] sebbene l'istituzione della parrocchia risalga al 1986.[45]
- Chiesa di Santa Maria della Speranza (Pistoia): è stata edificata nel 2004.[46]
- Chiesa di Santa Maria di Zarapoti (Santa Maria): la parrocchia fu istituita nel 1889.[47] La chiesa sorge probabilmente sui resti dell'antica omonima abbazia bizantina, come testimoniano i resti trovati in seguito a scavi effettuati sull'area della chiesa negli anni settanta e ottanta.[48]
- Chiesa di Santa Maria del Carmelo (Siano): fu edificata nel 1921 e nello stesso anno fu istituita l'omonima parrocchia. Inizialmente, la chiesa era intitolata "Santa Maria del Monte Carmelo trasferita in Siano".[49]

### Ex IV circoscrizione
Sono incluse le chiese ubicate nei quartieri Aranceto, Barone, Corvo, Lido e Fortuna:

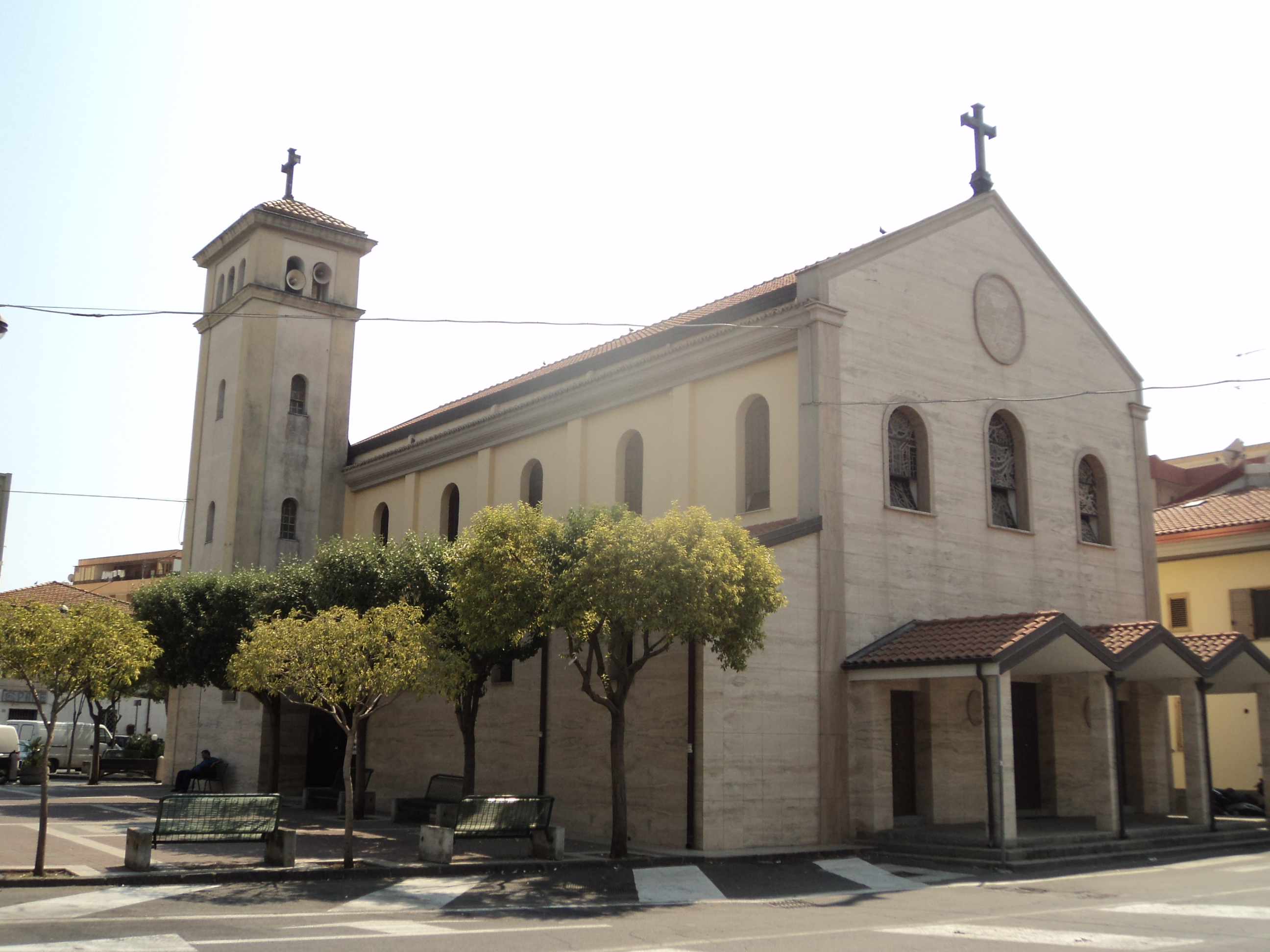
La chiesa di Santa Maria di Porto Salvo.

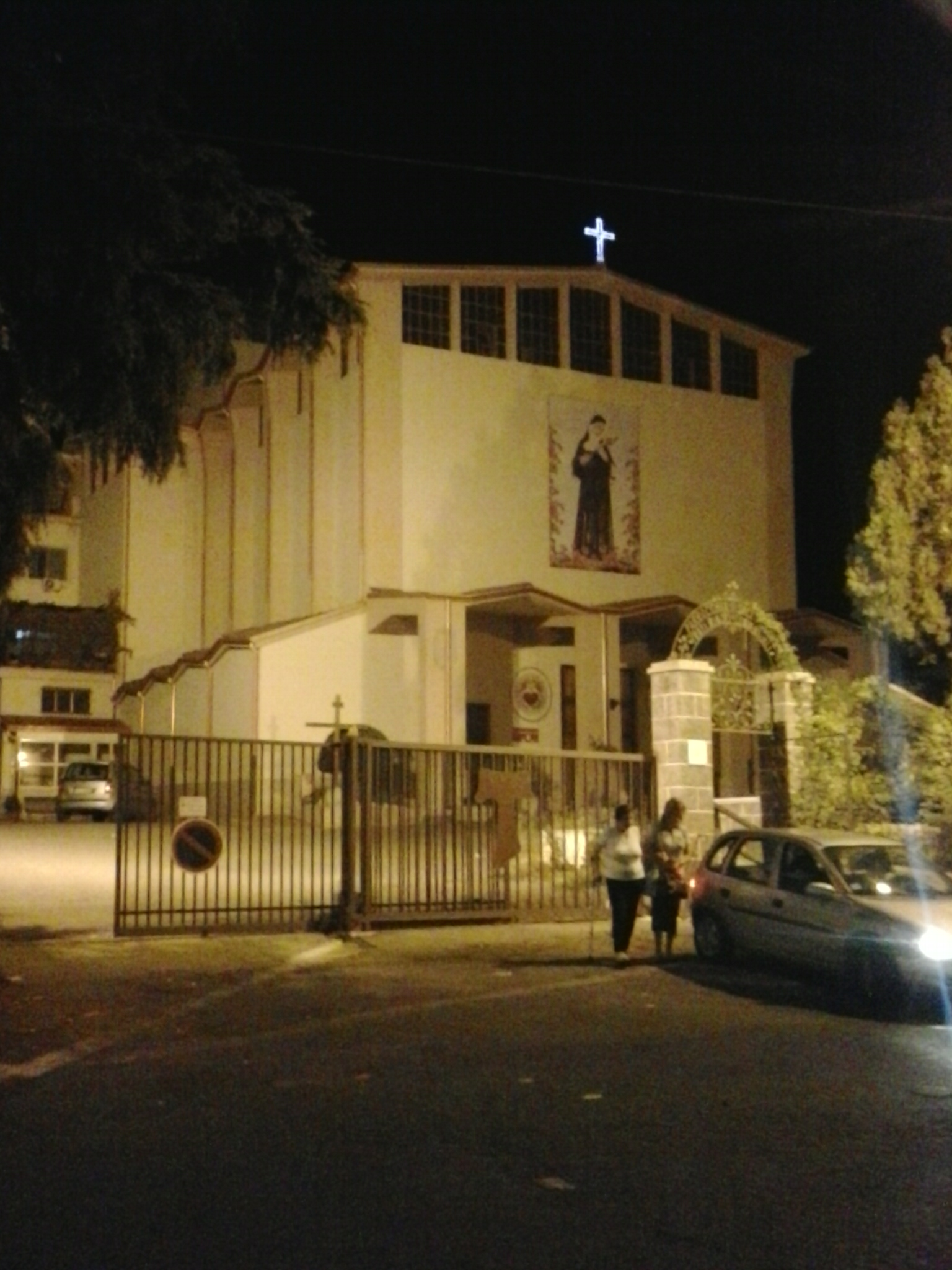
La chiesa del Sacro Cuore.

- Chiesa del Beato Domenico Lentini (Aranceto): la parrocchia fu istituita nel 2000[50] mentre la chiesa fu edificata nel 2002.[51]
- Chiesa di San Massimiliano Maria Kolbe (Barone): la parrocchia fu istituita nel 2001 e la chiesa fu inaugurata nel 2010 Prima di allora, le funzioni religiose si svolgevano in una vecchia scuola. È l'unica chiesa in Europa collocata all'interno del perimetro di un parco commerciale.[52] Di particolare interesse sono le vetrate dell'artista italiana Paola Grossi Gondi: nell'originale parete absidale, la pala vitrea rappresenta San Massimiliano Maria Kolbe in adorazione davanti ad un roveto ardente, simbolo della Presenza di Dio nel deserto, come nel campo di concentramento. Per questo l'artista ha voluto incastonarvi il tabernacolo. Al di sopra, un grande rosone con la versione artistica della Medaglia Miracolosa Archiviato il 25 gennaio 2022 in Internet Archive., di cui il Santo era convinto divulgatore; scrive: “Se uno manifesterà anche questo piccolo omaggio soltanto all'Immacolata, cioè porterà la sua Medaglia, lei non lo abbandonerà più e lo condurrà alla fede”[53]. Nella chiesa è presente anche una Via Crucis Archiviato il 25 gennaio 2022 in Internet Archive. dell'artista, originale e monocroma, il cui racconto è affidato a dettagli di mani.
- Chiesa della Santa Famiglia (Corvo): è stata inaugurata nel Natale del 1988. Prima di allora, luogo designato per le funzioni religiose era un locale privato messa a disposizione della parrocchia da una cooperativa.[54]
- Chiesa del Sacro Cuore (Cz Lido): situata nel rione Casciolino. La parrocchia fu istituita nel 1959, per assecondare l'incremento demografico nella zona, mentre i lavori per la costruzione della chiesa iniziarono nel 1961 e terminarono nel 1966. Le funzioni si svolgevano precedentemente in un piccolo oratorio distrutto da un incendio nel 1967.[55]
- Chiesa di Santa Teresa di Gesù Bambino      (Giovino): la parrocchia fu istituita negli anni novanta. La chiesa, invece, è la più giovane della città. Fu inaugurata infatti nel 2017, contestualmente alla sua intitolazione. Prima di allora, le funzioni religiose si svolgevano in un locale privato che col passare degli anni si è dimostrato sempre più inadeguato a soddisfare l'esigenza di un quartiere in forte crescita urbanistica e demografica.[56] La moderna struttura ospita le reliquie dei beati Louis Martin e Marie-Azélie Guérin Martin, genitori di Santa Teresa di Lisieux.[57]
- Chiesa di Santa Maria di Porto Salvo (Cz Lido): è la principale chiesa del quartiere, la cui festa parrocchiale, quella della Madonna di Porto Salvo, è la più sentita in città dopo la festa patronale di San Vitaliano.[58] In origine fu un magazzino adibito a cappella, in modo tale da sopperire all'assenza di luoghi di culto nella zona. Nel 1832 fu edificata la chiesa e nel 1955 fu ristrutturata, assumendo la conformazione attuale.[59]
- Chiesa di Sant'Anna (Fortuna): edificata nel 1965, fu consacrata nel 1970.[60] L'istituzione della parrocchia fu una delle conseguenze dell'esigenza espansionistica del quartiere marinaro di Catanzaro.[61]

## Altri edifici religiosi

### Cappelle
- Cappella della Pietà e Cappella della Madonnuzza (Cz Sud): sono ubicate rispettivamente nei rioni Fondachello e Stratò e sono interessate dalla processione di San Giuseppe, festa parrocchiale del quartiere Piano Casa.[62]
- Cappella maggiore dei Santi Pietro e Paolo (Cz Nord): è la cappella maggiore del pontificio seminario regionale San Pio X. I lavori per la sua costruzione iniziarono nel mese di gennaio del 1966 e fu consacrata il primo giugno del 1967.[63]
- Cappella della Madonna delle Grazie (Cava): nonostante l'ignota data di edificazione, è certo che la cappella abbia una storia centenaria. Nel 1935 perì gli effetti dell'esondazione del fiume Castaci che ne danneggiarono la porta di ingresso e alcune opere presenti al'interno. Fu riaperta al culto nel 1979 dopo anni di chiusura.[64]
- Cappella del cimitero (Cz Nord): la chiesa madre del cimitero monumentale è stata intitolata nel 2012 a San Vitaliano, santo protettore della città.[65] Oltre alla cappella principale, nel cimitero monumentale della città sono ubicate altre cappelle gentilizie dai pregevoli tratti stilistici. Una delle principali è la cappella Marincola-Cattaneo che custodisce al suo interno la seicentesca statua marmorea di sant'Ignazio di Loyola, opera dello scultore bergamasco Cosimo Fanzago.[37]
- Cappella di San Francesco di Paola (Pontepiccolo): ubicata nel rione Uccelluzzo, vi inizia la processione svolta in occasione della festa parrocchiale, con l'uscita della statua del Cristo Crocifisso, portata in corteo lungo le strade del quartiere.[66]
- Chiesa di Sant'Anna (Signorello)
- Cappella di Santa Maria della strada
- Cappella di Santa Maria Goretti
- Cappella di Mater Domini (Mater Domini)
- Cappella di via Lucrezia Della Valle (Cz Sala)
- Cappella di Santa Maria Addolorata (Cz Lido)

### Oratori
- Oratorio del Carmine (Centro storico): la sua costruzione risale al 1689. È costituito da un unico ambiente che ospita le adunanze dei confrati facenti parte della Confraternita di Santa Maria del Carmine. Il mobilio, in legno di noce, e suppellettili che ne costituiscono gli arredi sono caratterizzati da espressioni artistiche tipicamente barocche e rococò.[67]
- Oratorio del Rosario (Centro storico): edificato nel 1621, presenta numerosi stucchi barocchi aggiunti in occasione delle opere di ristrutturazione del 1683. Fra le due guerre mondiali numerosi affreschi sostituirono parte del patrimonio artistico andato perduto a causa del primo conflitto bellico.[68]
- Oratorio dei Padri Filippini: presso la chiesa del Monte dei Morti.[11]
- Oratorio Madonna di Fatima e Padre Pio da Pietrelcina (Cz Lido, Giovino)

### Conventi
- Convento dei Cappuccini: sede del Distretto Militare.[69]
- Convento di San Domenico e Santa Caterina da Siena: fu fondato dai Domenicani il 10 dicembre 1401.[70] Nel 1809, con decreto napoleonico, l'ordine dei Domenicani fu abolito, il convento dunque assolse numerose funzioni: dal 1814 ospedale militare, nel 1816 sede della Corte d'appello, nel 1843 ospita l'Archivio di Stato e a partire dal 1950 è sede della Guardia di Finanza.[69]
- Convento di Santa Chiara: sede della caserma dei Carabinieri.[69]
- Convento dei Gesuiti: sede del Convitto Galluppi.[69]
- Convento dei Teresiani o dei Carmelitani Scalzi: risale al 1645. Ospitò le carceri della città fino al crollo di un muro di cinta nel 1970.[71] Successivamente divenne parte integrante del complesso monumentale del San Giovanni, importante polo culturale e sede museale della città.[69]
- Convento degli Osservanti: soppresso nel 1861, fu sede dell'ospedale militare fino al XX secolo.[69] Dopo un periodo di abbandono, è stato destinato ad ospitare gli uffici della Procura diventando parte della "cittadella giudiziaria" della città.[72] Pregevole il chiostro risalente al XV secolo.[37]
- Convento di Santa Maria degli Angeli: fu edificati dai frati cappuccini nel 1534.[3]
- Convento delle Convertite di Santa Maria Maddalena: oggi è una scuola elementare.[69]
- Convento di San Francesco di Paola: attualmente contiene delle abitazioni private.[69]
- Convento di Santa Maria della Stella: sede dell'Accademia di belle arti.[69]
- Convento di Santa Maria del Carmine: fu sede dell'orfanotrofio maschile.[69] Nel 2015 l'antico edificio ha riacquistato piena fruibilità dopo importanti opere di recupero.[73]
- Convento romanico di San Francesco D'Assisi: edificato nel 1252, fu abbattuto nel 1938 nell'ambito dei lavori di riassetto urbanistico del centro storico.
- Convento di Santa Caterina da Siena: fu uno dei conventi femminili della città.[13]

### Chiese scomparse
- Chiesa di San Nicola Favatà (Centro storico, Grecìa): antica istituzione di origine bizantina, era ubicata nel quartiere Grecìa, il primo abitato del centro storico cittadino. Fu il principale luogo di culto della liturgia greca, sopravvivendo al processo di "latinizzazione" a cui venne sottoposta la città con l'arrivo dei normanni.[74]
- Chiese di San Giorgio, di San Basilio, di Santa Menna, di Santa Maria di Cattaro, di Santa Barbara, di San Nicolò di Pitinto, di San Pantaleo di Zaro, di Santa Tecla, di San Nicolò Malacinadi, di San Biagio, di San Nicolò Coracitano, di San Pancrazio e di Santa Maria della Piazza: antiche chiese esistenti allorquando il territorio della città fu divisa in parrocchie per la prima volta.[75]
- Chiesa e convento di Santa Caterina (Centro storico, p.zza Cavour): il complesso settecentesco sorgeva nell'attuale zona di piazza Cavour; la chiesa, in particolare, era ubicata sull'area attualmente occupata dal palazzo che ospita gli uffici della questura. Il convento cambiò destinazione d'uso in seguito alla soppressione delle case religiose in Italia nel 1861 e alla successiva espulsione dei padri Liguorini.[50] La chiesa fu invece adibita a casa del soldato nel 1920 e soppressa definitivamente.[76] Il nome della chiesa fu successivamente ripreso dall'omonima fontana monumentale ottocentesca che caratterizza l'odierna piazza.[77]
- Chiese di San Biagio, di San Salvatore, dei Santi Apostoli, di Santa Maria della Misericordia, della Vergine Immacolata, di San Salvatore, di Santa Caterina: erano tutte antiche chiese ubicate nel borgo di Gagliano, il quartiere più antico della città. Le prime due erano sicuramente le più importanti e nella caratteristica pianta "a croce" del quartiere si trovavano rispettivamente nelle braccia che identificavano la testa e i piedi della croce.[25]
- Cappella maggiore del seminario San Pio X (Cz Nord): inaugurata nel 1912, fu completamente distrutta dall'incendio che avvolse il seminario nel 1941.[78]
- Abbazia di San Leonardo (Cz Nord): abbazia italo-greca, fu edificata presumibilmente nel 1120.[79] Sorgeva sul territorio dell'odierno quartiere di San Leonardo, nel quale fu trasferita a metà del VI secolo, al quale da anche il nome. Tuttavia, la sua precisa collocazione e la sua originaria struttura architettonica sono ignote.[80]
- Chiesa e monastero di Santa Maria (o Santa Maria di Cinnapotamo) (Santa Maria): l'esistenza dell'antichissimo edificio è stato comprovato dai ritrovamenti in seguito agli scavi compiuti sull'area dell'attuale chiesa di Santa Maria di Zarapoti, compiuti fra gli anni settanta e ottanta. Secondo alcune fonti, il complesso monastico in questione fu fondato ai tempi della Magna Grecia con il titolo di Santa Maria di Zarapotamo e acquistò notevole importanza sotto il pontificato di Callisto II.[81] Altre fonti parlano invece di un'abbazia bizantina che fu utilizzata come granaio della mensa vescovile a cavallo fra il XV e il XVI secolo.[82]
- Chiese di Sant'Anastasia, di Sant'Anania, di San Senatore e di San Cono: furono luoghi di culto di origine bizantina o paleocristiana localizzati nell'attuale zona del quartiere Santa Maria.[48]
- Cappella della Madonna della Ginestra: sorgeva probabilmente sull'area su cui insiste attualmente la chiesa dell'Osservanza.[36]
- Cappella della Madonna della Catena: oggi non più esistente, era localizzata nell'attuale via Poerio, nel centro storico, allora denominata via Croce.[83]

### Altre confessioni cristiane
- Chiesa evangelica della riconciliazione (Campagnella): nasce nel 1972. Inizialmente, le adunanze furono tenute in una tenda e successivamente in un garage adibito allo scopo. A causa dell'aumento del numero di fedeli, negli anni novanta fu acquistato un terreno e fu costruita l'odierna chiesa.[84]
- Chiesa cristiana evangelica valdese (Centro storico, Filanda)
- Chiesa cristiana evangelica ADI (Centro storico)
- Chiesa cristiana evangelica ADI (Fortuna)
- I Testimoni di Geova sono presenti con due sale del regno, in località Siano e in viale Europa al lido di Catanzaro

## Altro

### Confraternite
A Catanzaro sono presenti quattro confraternite attive, le quali organizzano a rotazione la Naca, caratteristica e tradizionale processione del venerdì santo:
- Confraternita del Santissimo Rosario: eretta nel dicembre del 1401.[86]
- Confraternita del Carmine: eretta il 16 luglio 1638.[86]
- Confraternita dell'Immacolata: eretta probabilmente prima del suo riconoscimento, avvenuto nel 1685.[86]
- Confraternita dei Santissimi Giovanni Battista ed Evangelista: eretta il 28 aprile 1502.[86]

### Corporazioni
In passato erano presenti numerose corporazioni, ora non più esistenti:
- Corporazione del Sangue di Cristo: nacque per iniziativa dei lavoratori della seta nel 1569 ed ebbe sede in principio nella Cattedrale e poi nella chiesa del Rosario.
- Corporazione dei sarti: nacque nel XVII secolo e aveva sede nella chiesa di Sant'Omobono.
- Corporazione dei Santi Giovanni Battista ed Evangelista: legata all'omonima confraternita.
- Corporazione di Santa Caterina: nata nel 1511.
- Corporazione di San Rocco: nata nel 1566.
- Corporazione di Santa Maria della Consolazione: nata nel 1587.
- Corporazione del Santissimo Sacramento: nata nel 1588.
- Corporazione dei Bianchi di Santa Croce: nata nel XVI secolo.
- Corporazione dei Santi Crispino a Crispiniano nella Cattedrale: nata nel 1662.